# Patrick Kaluta
Patrick Kaluta né à Uvira, le 16 juin 1992, est un Artiste visuel congolais et auteur de bande dessinée,.

## Biographie
Patrick Kaluta est né à Uvira au Zaïre (actuel République démocratique du Congo) dans une famille qui l'encourage très tôt à devenir dessinateur, il est Artiste autodidacte et diplômé en administration de l'Institut supérieur de développement rural d'Uvira.
À partir de 2016, il anime et participe à des d’ateliers graphiques et des stages de BD à l'institut français du Burundi, à Kinshasa avec le géant de la BD comme Barly Baruti, à Bukavu avec l'institut français de Bukavu et de Goma.
Il collabore très souvent avec son coach principal Al'Mata et différentes organisations comme:Habari RDC, Journal Iwacu-Burundi dirigé par Antoine Kaburahe, Burundi Eco, Sogea Satom-Burundi, Ong Epiceries.

## Œuvres

### Bande dessinée

La mort de la mère de Zokou Gbeuly, tirée du tome 2 de la bande dessinée Zokou Gbeuly (Zokou Gbeuly est un héros du 19e siècle de l'actuelle Côte d'Ivoire).

- Regards croisés, bande dessinée collective sur le vivre ensemble, Éditions:Organisation internationale de la francophonie et Unesco, Gabon 2017
- Bujumbura dans le viseur, avec la collaboration de Sébastien Maitre, La ruche production-Paris, 2018  (ISBN 978-2-9566957-0-7)
- Vers une école assainie, BD collective dirigée par Joël Alessandra sur l'eau, l'assainissement et l'hygiène en milieu scolaire de l’Unicef en RDC, Bukavu 2018
- L'homme qui répare les femmes, BD collective pour le Docteur Denis Mukwege, Prix Nobel de la paix 2018, En collaboration avec Joël Alessandra, Kayene, Freud Mweze et Elias Mukengere, Éditions:Ambassade de France en république démocratique du Congo, Bukavu 2019
- Une BD pour les droit de l'homme, BD collective dirigée par Joël Alessandra sur les droits de l'homme, pour l’Ambassade de France en république démocratique du Congo, Bukavu 2019
- Egoscopic 17, collectif de dessinateurs qui se dessinent, Éditions FGH Ancrage-France, 2020  (ISBN 978-2-36698-043-1)
- Zokou Gbeuly 2, Les plumes rouges, scénario d'Habib Guy-Armel Zoko, dessins de Patrick Kaluta, Éditions YIL-France, 2022  (ISBN 978-2-37416-510-3)

### Bande dessinée au journal Iwacu
Série Bruce et Nina en Français et Kirundi, :
- Bruce et Nina : visa pour l’enfer (n°336 – août 2015) – version française et kirundi
- Bruce et Nina : vive le dialogue (n°338 – septembre 2015) – version française et kirundi
- Bruce et Nina :  "le ligala" (n°340 – septembre 2015) – version française et kirundi
- Bruce et Nina : le biberon de Bruce (n°342 – octobre 2015) – version française et kirundi
- Bruce et Nina : plan b (n°344 – octobre 2015) – version française et kirundi
- Bruce et Nina : salaire liquide (n°347 – novembre 2015) – version française et kirundi
- Bruce et Nina : l’incorrigible (n°349 – novembre 2015) – version française et kirundi
- Bruce et Nina : le métier de Nina (n°351 – décembre 2015) – version française et kirundi
- Bruce et Nina : le cadeau du père noël  (n°353 – décembre 2015) – version française et kirundi
- Bruce et Nina : le patrimoine ou l’argent ?  (n°357 – janvier 2016) – version française et kirundi
- Bruce et Nina : le ballon de Bruce (n°359 – janvier 2016) – version française et kirundi
- Bruce et Nina : show business (n°361 – février 2016) – version française et kirundi
- Bruce et Nina : le pacificateur (n°363 – février 2016) – version française et kirundi
- Bruce et Nina : parité ? (n°365 – mars 2016) – version française et kirundi
- Bruce et Nina : dans l’ombre de l’espoir (n°367 – mars 2016) – version française et kirundi
- Bruce et Nina : projets noirs (n°369 – avril 2016) – version française et kirundi
- Bruce et Nina : les filets du Tanganyika (n°371 – avril 2016) – version française et kirundi
- Bruce et Nina : presqu’un humain (n°373 – mai 2016) – version française et kirundi
- Bruce et Nina : ô confiance ! (n°375 – 19 mai 2016) – version française et kirundi
- Salia : entre le soleil et la terre… (magazine n°31 – octobre-novembre 2015)

## Expositions

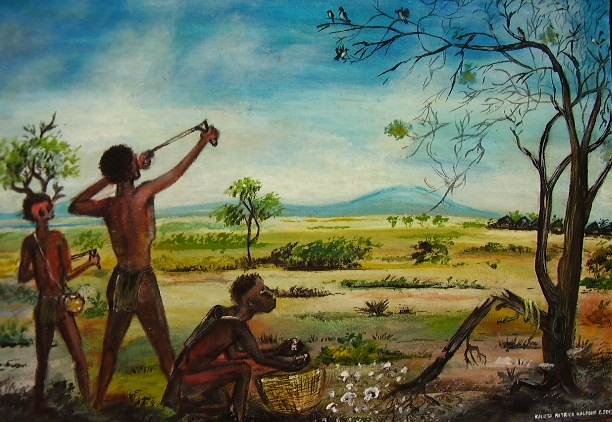
Peinture tirée de la collection LA KALPONISATION (RDC en Afrique antique).

- 2015 : La kalponisation Exposition vente à l'institut français du Burundi[7]
- 2017-2018 : East Africa Art biennale  Exposition collective qui s’est déroulée dans la zone de l’Afrique de l’Est Tanzanie, Kenya, Ouganda, Rwanda et Burundi[8]

## Films d'animation
- 2016 : Salia, la fille de l'Est Film d'animation 2d sélectionné au Festival international du cinéma du Burundi[9]
- 2020 : Salia, l’enfant de Satan Film d'animation 3d produit par les Studios Arts Kalpone[1]

## Récompenses
- 2017 : Prix de la francophonie 3ème prix du concours vivre ensemble de la francophonie pour l'Afrique centrale[10],[11]-Congo Brazzaville
- 2024 : BD Le coltan du Kivu remporte le 2ème prix du concours international sur les violences[12],[13]-France